# Chabauty-Topologie
In der Mathematik ist die Chabauty-Topologie eine Topologie auf dem Raum der abgeschlossenen Untergruppen einer topologischen Gruppe.

## Definition
Für eine topologische Gruppe {\displaystyle G} sei {\displaystyle Sub(G)} die Menge ihrer abgeschlossenen Untergruppen. Die Chabauty-Topologie wird erzeugt von allen Mengen der Form
{\displaystyle O_{1}(K):=\left\{H\in Sub(G)\colon H\cap K=\emptyset \right\}} für eine kompakte Menge {\displaystyle K\subset G}
und 
{\displaystyle O_{2}(U):=\left\{H\in Sub(G)\colon H\cap U\not =\emptyset \right\}} für eine offene Menge {\displaystyle U\subset G}.
Die offenen Mengen der Chabauty-Topologie sind also die Vereinigungen von endlichen Durchschnitten aus Mengen der Form {\displaystyle O_{1}(K)} oder {\displaystyle O_{2}(U)}.

## Konvergenz
Eine Folge abgeschlossener Untergruppen {\displaystyle H_{n}\in Sub(G)} konvergiert genau dann gegen {\displaystyle H\in Sub(G)}, wenn
- für jedes {\displaystyle x\in H} eine Folge von Elementen {\displaystyle x_{n}\in H_{n}} mit {\displaystyle \lim _{n\to \infty }x_{n}=x} existiert
- für jede Folge von Elementen {\displaystyle x_{n}\in H_{n}} jeder Häufungspunkt in {\displaystyle H} liegt.

Beispiel: in {\displaystyle G=\mathbb {R} } konvergiert die Folge {\displaystyle H_{n}={\frac {1}{n}}\mathbb {Z} } gegen {\displaystyle H=\mathbb {R} }, während die Folge {\displaystyle H_{n}=n\mathbb {Z} } gegen {\displaystyle H=\left\{0\right\}} konvergiert.